# 京都・女性記者シリーズ
『京都・女性記者シリーズ』（きょうと・じょせいきしゃシリーズ）は、日本テレビ系「火曜サスペンス劇場」で放送されたサスペンスドラマシリーズ。
第1期（第1回から第9回、主演・坂口良子）と第2期（第10回から第15回、主演・若村麻由美）がありキャストが異なる。

## 第1期

### キャスト（第1期）

#### 毎朝新聞京都支局（第1期）
三木旦子
演 - 坂口良子
記者。高倉に好意を持っている。
山口孝介
演 - 高峰圭二
旦子の相棒カメラマン。
浜田進
演 - 朝日完記（第3作 - 第9作）
記者。
草村次郎
演 - 谷口高史【旧・谷口孝史】
記者。
高倉正之
演 - 若林豪
支局長。育子とつむぎの父。

#### その他（第1期）
芳子
演 - 千原しのぶ
小料理屋の女将。
城崎亮吉
演 - 早川純一（第2作 - 第9作）
京都府警察刑事。
高倉育子
演 - 元谷公美（第4作・第6作 - 第8作）、辻本牧子（第5作・第9作）
高倉の娘。
高倉つむぎ
演 - 瀬戸口真由（第4作 - 第9作）
高倉の娘。育子の妹。

#### ゲスト（第1期）
第1作「京都周山殺人街道」（1988年）
- 及川勉（毎朝新聞京都支局 記者・旦子の同僚） - 本田博太郎
- 洞院由紀（俊孝の妻） - 芦川よしみ
- 秋川四郎（毎朝新聞京都支局 契約カメラマン・旦子の婚約者） - 加納竜
- 洞院俊孝（洞院流 家元） - 大竹修造
- 上村孝子 - 田家佐知子
- 秋川多恵 - 荒木雅子
- 京都府警刑事 - 浜崎満
- 千種香子（洞院流 高弟） - 小野さやか
- 馬渕茂（洛北大学 助教授・秋川の高校の同級生） - 西田健
- 洞院俊斉（洞院流 先代家元・俊孝の父） - 内田朝雄
- 山口幸生、山村弘三、松尾勝人、布目真爾、加藤正記、伊藤まさえ、吉川三枝、長島小津枝、上田真理、三星東美

第2作「京都鞍馬殺人街道」（1989年）
- 遠山優子（慎太郎の妻・旦子の高校時代の友人） - 姿晴香
- 磯村裕也（古美術店「古仙堂」従業員） - 三ツ木清隆
- 小沼正平（文化財保護委員会） - 山本清
- 石塚 - 山本弘
- 矢代静江（陶芸家） - 蜷川有紀
- 遠山慎太郎（古美術店「古仙堂」主人） - 河原崎建三
- 田島良一、岩井田浩己、諸木淳郎、竹内隆治、蔵田哲雄、柳川昌治、加藤正記、多々納斉

第3作「京都物集女（もずめ）殺人街道 」（1990年）
- 岡本典子（料亭の仲居・元コンパニオン） - 黒田福美
- 酒田理恵（典子の隣人） - 島村佳江
- 岡本茂雄（典子の夫） - 山内としお
- 市村光江（バーのホステス・浅井の同棲相手） - 芹明香
- 井沢 - 重久剛一
- 浅井 - 武井三二
- 中嶋俊一、阿木吾郎、宮田圭子、柳川昌和、はりた照久、亀井賢二、西村純一、岡村嘉隆

第4作「京都大原殺人街道」（1991年）
- 加納夏子（真紀の妹） - 香坂みゆき
- 沢村忠雄（人形店「沢村」の4代目と後妻の息子） - 鷲生功
- 沢村瑞江 - 梓笙子
- 恩田真紀（人形店「沢村」人形師・妊婦） - 吉本真由美
- 沢村洋一（人形店「沢村」の4代目と先妻の息子） - 西園寺章雄
- 野本（人形店「沢村」番頭） - 蔵多哲雄
- 岸本あや（人形店「沢村」家政婦） - 荒木雅子
- 沢村風堂 - 西山嘉孝
- 島村晶子、畠中美貴、池田勝志、高津晶、和田智恵、西口静代

第5作「京都大石殺人街道」（1992年）
- 岡村征一（劇団「大川浪十郎一座」の俳優・尚久の兄） - 阿藤海
- 井上道雄（和菓子店「玉木屋」和菓子職人） - 長谷川初範
- 仲小路尚久（茶道「仲小路流」家元・先代家元の娘婿） - 草川祐馬
- 室山サキ（占い師） - 絵沢萠子
- 辰吉（劇団「大川浪十郎一座」の役者） - 梅津栄
- 戸川（茶道「仲小路流」事務局長） - 藤田宗久
- 仲小路尚庵（茶道「仲小路流」先代家元・1年前死亡） - 中村錦司
- サユリ（松喜堂の主人の愛人） - 五代百絵
- 野本（洛北医科大学附属病院 医師） - はりた照久
- 民宿釣宿「浜屋」主人 - 松尾勝人
- ブラックバスの釣り人 - 国田栄弥
- 上田（和菓子店「玉木屋」元和菓子職人） - 池田勝志
- 太田和余、松田春子、花岡秀樹、岩瀬浩、遠山二郎、和田かつら、三木賢治、岡田正史、田中純弥

第6作「京都吉野殺人街道」（1992年）
- 小山苗子（吉之助の初恋の女性の娘） - 野村真美
- 村井水江（旦子の大学時代の友人） - 日向明子
- 杉田周平（久子の夫・婿養子） - 山内としお
- 杉田吉之助（杉田商店 社長） - 西山辰夫
- 杉田久子（杉田商店 専務） - 湖条千秋
- 杉田達彦（吉之助の長男） - 伊庭剛
- 梅沢富子 - 小柳圭子
- 村井静夫（大阪中央商事 社員・水江の夫） - 高岡健二
- 新海なつ、山口朱美、田中弘史、野土晴久、阿南忠幸、小笠原町子、駒田真紀、真鍋恵子、萬代毅、隈本晃俊、田中雄三

第7作「京都北国殺人街道」（1993年）
- 榊原映子（美術誌編集長・元毎朝新聞京都支局 記者） - 南條玲子
- 田村陽一（京春堂 当主） - 片岡弘貴
- 水沢恭子 - 呉原由希子
- 棚橋圭司（教授） - 楠年明
- 棚橋時子 - 三浦徳子
- 津田志保 - 桂川京子
- 田村春吉（京美術倶楽部 会長・陽一の父） - 岡田英次
- 北見唯一、森下鉄朗、宮田圭子、多賀勝一、寺下貞信、松田明、日高久、𠮷田信幸、鈴川法子、山本弘、浜田雄史、多々納斉、芝本正、萩原郁三、小松健悦、柳川昌和

第8作「京都丹後殺人街道」（1993年）
- 杉岡妙子（友禅作家・旦子の友達） - 未來貴子
- 瀬川裕子 - 高林由紀子
- 瀬川則道（悉皆屋の老舗主人） - 田畑猛雄
- 杉岡重雄（妙子の弟） - 橋本潤
- 石田久美子 - 池田純子
- 中江達也（友禅作家・妙子の恋人） - 大村波彦
- 古田 - 有光豊
- 野島安二郎 - 高桐真
- 高田 - 野土晴久
- 杉岡志乃（妙子の母） - 佐々木すみ江
- 堀香織、加藤正記、芝本正、河野元子、亀井賢二、森下鉄朗、光岡泰子、梅田千絵、大石良子

第9作「京都氷室殺人街道」（1993年）
- 影山光江（竜介の婚約者） - 川上麻衣子
- 大川久造 - 高田次郎
- 影山里子（光江の母） - 香月京子
- 石井刑事 - 大竹修造
- 野村太郎右衛門 - 山口幸生
- 大川竜介（大川商店の二男） - 奥久俊樹
- 野村卓也 - 北山耕治
- 田中時子 - 宮沢美保
- 野村玲子 - 藤吉美加
- 関沢新一（記者・光江の元恋人） - 田中隆三
- 山本弘、酒井久美子、寺下貞信、小林泉、三星登史子、北川隆一、岩瀬浩、池田勝志、加藤正記

### スタッフ（第1期）
- 企画 - 小坂敬（第1作 - 第6作）、長富忠裕（第7作 - 第9作）
- プロデューサー - 嶋村正敏、高橋信仁（第1作 - 第4作・第6作）、櫻林甫（第5作）、武田功（第6作 - 第9作）
- 原作 - 夏樹静子（第1作）
- 脚本 - 安倍徹郎、保利吉紀、上岡一美、押川國秋、安本莞二
- 音楽 - 大谷和夫
- 監督 - 田中登、木下亮

### 放送日程（第1期）
| 話数 | 放送日         | サブタイトル       | 脚本              | 監督   | 視聴率 |
| ---- | -------------- | ------------------ | ----------------- | ------ | ------ |
| 1    | 1988年01月12日 | 京都周山殺人街道   | 安倍徹郎 保利吉紀 | 田中登 | 19.2%  |
| 2    | 1989年08月29日 | 京都鞍馬殺人街道   | 保利吉紀 上岡一美 | 田中登 | 20.4%  |
| 3    | 1990年03月20日 | 京都物集女殺人街道 | 押川國秋          | 田中登 | 20.5%  |
| 4    | 1991年05月28日 | 京都大原殺人街道   | 安本莞二          | 木下亮 | 18.4%  |
| 5    | 1992年01月14日 | 京都大石殺人街道   | 安本莞二          | 木下亮 | 16.7%  |
| 6    | 5月26日        | 京都吉野殺人街道   | 安本莞二          | 田中登 | 17.7%  |
| 7    | 1993年02月09日 | 京都北国殺人街道   | 安本莞二          | 田中登 | 20.8%  |
| 8    | 7月06日        | 京都丹後殺人街道   | 押川國秋          | 田中登 | 16.2%  |
| 9    | 11月02日       | 京都氷室殺人街道   | 安本莞二          | 田中登 | 19.9%  |

## 第2期

### キャスト（第2期）

#### レギュラー
村上桂
演 - 若村麻由美
歳時記出版が発行する雑誌『京都VISION』の記者。26歳。未婚。推理作家志望。亡き父は塩問題の専門家。
多田照夫
演 - 田中実
カメラマン。
村上珠枝
演 - 岩本多代
桂の母。夫とは死別れ。
川北陽子
演 - 伊藤栄子

狭山翠
演 - 立石涼子

井上
演 - 楠年明
京都府警警部補。
山下
演 - 沖田さとし（第2作 - 第6作）
刑事。
瀬木慎介
演 - 佐川満男（第3作 - 第6作）

川北猛
演 - 阿藤海
刑事。

#### ゲスト（第2期）
第1作「京都近江殺人街道」（1994年）
- 吉田初美（正之と次郎の姉） - 香野百合子
- 嘉蔵 - 汐路章
- 熊井吉武 - 粟津號
- 吉田正之（次郎の兄） - 南條豊
- 吉田次郎（大津絵の画家） - 伊庭剛
- 吉田薫 - 長田知子
- 梅村良吉 - 中川雅夫
- 杉代 - 島村晶子
- 吉田忠次（正之と次郎と初美の父） - 花沢徳衛
- ベル鴨店主 - 中嶋俊一
- ベル鴨ママ - 井上ユカリ
- 小杉京子（次郎の恋人） - 水島かおり

第2作「京都奈良殺人街道」（1994年）
- 江見幸夫（墨職人・克雄と苑子の息子） - 田中傑幸
- 山本光子 - 絵沢萠子
- 杉嘉ゑ門 - 山本亘
- 佐竹玲子 - 菅原あき
- 江見梨沙 - 寺田玲
- 宮下ユリ（「アゴラ」のライバル） - 日向明子
- 鈴木正昭（多額の焦げつきを作っていた男） - 山路和弘
- 茂木芳江 - 新海百合子
- 江見苑子（輸入調理器具「アゴラ」セールスレディ） - 水野久美
- 石田麻里 - 宮沢美保
- 加藤青山 - 三谷昇
- 江見克雄（苑子の夫） - 内藤武敏

第3作「京都塩津殺人街道」（1994年）
- 下山正彦（塩業問題の専門家・桂の父の弟子） - 亀石征一郎
- 高木真知子（助手） - 永島暎子
- 村上周平 - 勝部演之
- 畑中実 - 左右田一平
- 南雲一郎 - 小野武彦
- 上松六郎 - 田中弘史
- 田上 - 須永克彦
- 東亜塩業株式会社 係長 - 高峰圭二

第4作「京都日野殺人街道」（1995年）
- 山本百合 - 山野さゆり
- 鷲生功
- 頭師孝雄
- 村上聡美

第5作「京都九里半殺人街道」（1995年）
- 中村章子 - 藤吉久美子
- 早川努（会社社長） - 篠塚勝
- 宿の女主人 - 西岡慶子
- 中村洋平 - 草川祐馬
- うちわ屋 老職人 - 岩田直二
- 中村則子 - 志乃原良子
- 中村忠兵衛 - 織本順吉
- 中村一也（箸職人・桂の昔の恋人） - 本田博太郎

第6作「京都北陸殺人街道」（1995年）
- 原口紀代（桂の親友） - 河合美智子
- 永井富雄（市子の元夫・桂の中学時代の先輩） - 赤羽秀之
- 八木沢市子（七宝焼き作家） - 中村久美

### スタッフ（第2期）
- 脚本 - 大藪郁子、安本莞二、中村努
- 監督 - 広瀬襄、三村晴彦、松尾昭典、井上昭
- プロデューサー - 嶋村正敏、武田功

### 放送日程（第2期）
| 話数 | 放送日         | サブタイトル       | 脚本     | 監督     | 視聴率 |
| ---- | -------------- | ------------------ | -------- | -------- | ------ |
| 1    | 1994年04月12日 | 京都近江殺人街道   | 大藪郁子 | 広瀬襄   | 16.9%  |
| 2    | 8月09日        | 京都奈良殺人街道   | 大藪郁子 | 三村晴彦 | 18.9%  |
| 3    | 12月06日       | 京都塩津殺人街道   | 安本莞二 | 松尾昭典 | 15.2%  |
| 4    | 1995年02月28日 | 京都日野殺人街道   | 大藪郁子 | 井上昭   | 18.1%  |
| 5    | 5月30日        | 京都九里半殺人街道 | 安本莞二 | 井上昭   | 15.5%  |
| 6    | 12月05日       | 京都北陸殺人街道   | 中村努   | 井上昭   | 13.2%  |